# Borboroides menura
Borboroides menura är en tvåvingeart som beskrevs av Mcalpine 2007. Borboroides menura ingår i släktet Borboroides och familjen myllflugor. Inga underarter finns listade i Catalogue of Life.